# Jean-Jacques Hatt
Jean-Jacques Hatt (* 3. März 1913 in Paris; † 2. Januar 1997 in Zellwiller) war ein französischer Prähistoriker und Provinzialrömischer Archäologe.
Jean-Jacques Hatt entstammte einer alten Straßburger Bierbrauer-Familie (Kronenbourg). Sein Vater Jacques Hatt war der Erste, der diese Tradition verließ und Rechtswissenschaftler wurde. 1934 begann Jean-Jacques Hatt bei Charles Picard an der Sorbonne mit dem Studium. Seit 1941 war er wissenschaftlich tätig. 1945 wurde er in Nachfolge Robert Forrers Leiter des städtischen Straßburger Museums für Archäologie im Palais Rohan. 1953 wurde Hatt Dozent, 1958 Honorarprofessor an der Universität Straßburg. Zudem leitete er die Circonscription des Antiquités Historiques d’Alsace et de Moselle. Jahrzehntelang hatte er maßgeblich Einfluss auf die Gestaltung der Revue archéologique de l’Est et du Centre-Est sowie die Cahiers d’archéologie et d’histoire d’Alsace. Ausgrabungen führte er in Gergovia, Aulnat, Le Pègue, der Altstadt von Straßburg (Argentoratum) sowie an vielen weiteren Orten im Elsass, Lothringen und der Champagne durch. Hatt war Spezialist insbesondere für die keltische und gallorömische  Kultur sowie für die Religionsgeschichte der Gallo-römischen Kultur. Er war ordentliches Mitglied des Deutschen Archäologischen Instituts.

## Schriften (Auswahl)
- La Tombe gallo-romaine. Recherches sur les inscriptions et les monuments funéraires gallo-romains des trois premiers siècles de notre ère. Presses Universitaires de France, Paris 1951, (Paris, Universität, Dissertation, 1948).
- Strasbourg au temps des Romains (= Petite collection alsacienne.). Compagnie des arts photomécaniques, Strassburg u. a. 1953.
- Histoire de la Gaule romaine. (120 avant J.-C. – 451 après J.-C.). Colonisation ou colonialisme? Préface de Jérôme Carcopino. Payot, Paris 1959, (2ème édition revue et corrigée. ebenda 1966).
- Sculptures antiques régionales (= Inventaire des collections publiques françaises. 9, ISSN 0539-2241). Éditions des Musées nationaux, Paris 1964.
- Sculptures gauloises. Esquisse d’une évolution de la sculpture en Gaule depuis le VIe siècle avant Jésus-Christ jusqu’au IVe après Jésus-Christ. Les Editions de temps, Paris 1966.
- Les Celtes et les Gallo-Romains.
  - deutsch: Kelten und Galloromanen., übersetzt von G. Schecher, Nagel, Genf u. a. 1970;  Genehmigte Taschenbuchausgabe in der Reihe Archaeologia mundi. 20. Heyne, München 1979, ISBN 3-453-35020-0.
- Mythes et dieux de la Gaule.
  - Bd. 1: Les Grandes divinités masculines. Picard, Paris 1989, ISBN 2-7084-0365-6;
  - Bd. 2: 1995 Internetpublikation.
- Argentorate – Strasbourg. Presses Universitaires de Lyon, Lyon 1993, ISBN 2-7297-0471-X.